# واين فيليب
واين فيليب (9 ديسمبر 1987 في دومينيكا - )  (بالإنجليزية: Wayne Phillip)‏ هو لاعب كريكت دومينيكي. شارك مع Windward Islands cricket team ‏.

## وصلات خارجية
- واين فيليب على موقع إي آس بي آن كريك إنفو (الإنجليزية)